# Iris vvedenskyi
Iris vvedenskyi là một loài thực vật có hoa trong họ Diên vĩ. Loài này được Nevski miêu tả khoa học đầu tiên năm 1932.